# Daktylowiec kanaryjski

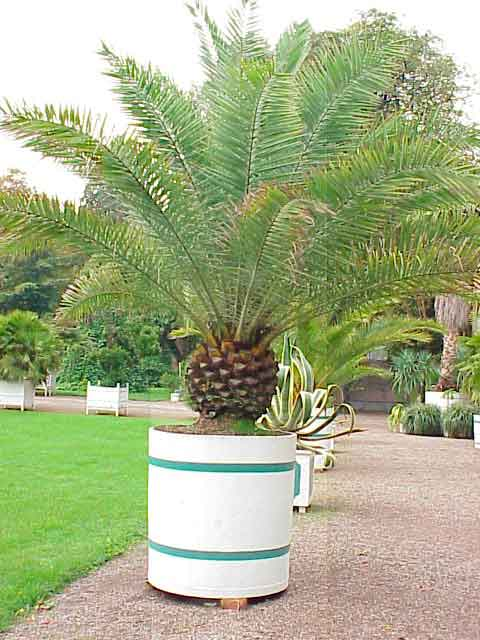
Daktylowiec uprawiany w pojemniku

Daktylowiec kanaryjski (Phoenix canariensis hort. ex Chabaud) – gatunek rośliny z rodziny arekowatych (palm), pochodzący z zachodniego wybrzeża Afryki, najprawdopodobniej z Wysp Kanaryjskich. Nazywana jest palmą królewską.

## Morfologia
PieńBrązowy, zwężający się ku górze, zakończony u góry dużym zielonym pióropuszem liści. Osiąga wysokość do 25 m (zwykle 20 m).
LiścieOkoło 80–120 ułożonych w pióropusz. Są pierzaste i dochodzą do 6 m długości.
KwiatyPalma ta jest rośliną dwupienną, wiatropylną.

## Zastosowanie
- Ze względu na atrakcyjny wygląd daktylowiec kanaryjski jest często uprawiany w cieplejszych, na ogół subtropikalnych regionach świata, szczególnie w klimacie śródziemnomorskim. Roślina ta występuje od południowej Wielkiej Brytanii na wyspie Tresco aż po południe Chile. Bardzo popularna jest w całej południowej Europie, a także w cieplejszych regionach USA, Australii, Nowej Zelandii, południowej Afryce, Chile i Argentynie.
- W Polsce ze względu na klimat uprawiana jest w oranżeriach lub w pojemnikach jako roślina pokojowa.

## Uprawa
Palmę rozmnaża się przez nasiona, które po wysadzeniu w ciągu od 3 tygodni do 6 miesięcy kiełkują. Na plantacjach sadzi się ją w proporcjach 3–5 osobników męskich na 100 żeńskich.
Po tym czasie palma rośnie niewiarygodnie szybko, w ciągu 6 miesięcy osiąga ok. 1 metra, potem bardzo mocno zwalnia wzrost w górę, lecz rośnie dość szybko w boki. Uprawa tej rośliny możliwa jest w miejscach, gdzie temperatura nigdy nie spada poniżej -10/-12 °C. W przypadku dłużej utrzymującej się ujemnej temperatury konieczna może być dodatkowa ochrona przed zimnem. Palma ta charakteryzuje się dużą odpornością na suszę.

## Inwazyjność
W Kalifornii, Australii i Nowej Zelandii daktylowiec kanaryjski okazał się rośliną inwazyjną. W Nowej Zelandii zaadaptował się w wielu środowiskach, między innymi w gęstych lasach deszczowych. Radzi sobie również w namorzynach, gdyż toleruje sól. Nasiona roznoszone są przez ptaki, a we wczesnym stadium rozwoju odróżnienie daktylowca kanaryjskiego od innych, miejscowych gatunków jest trudne.